# Yassa (aliment)
El yassa (d'una paraula criolla de la regió de Casamance que significa "fregir") és un plat originari del Senegal que s'ha fet popular a tot l'Àfrica occidental.
Es tracta d'un plat picant preparat amb ceba i aus marinades, peix marinat o xai marinat. La carn està marinada en llimona i després fregida o estofada (yassa amb carn, yassa soguoma en bambara). També pot anar acompanyat de pollastre (yassa amb pollastre o pollastre yassa, típicament senegalès) o de peix (yassa amb peix). Altres ingredients no tradicionals poden incloure olives farcides, pastanagues a rodanxes o mostassa de Dijon.
És un plat senzill i sovint apreciat per tothom gràcies als seus ingredients bàsics, senzills i econòmics. És un plat dels dies festius, tot i que cada cop més es consumeix de manera diària.

Yassa, inicialment d'origen diola, va persistir als països de l'Àfrica occidental francesa, sobretot al Senegal i Mali.

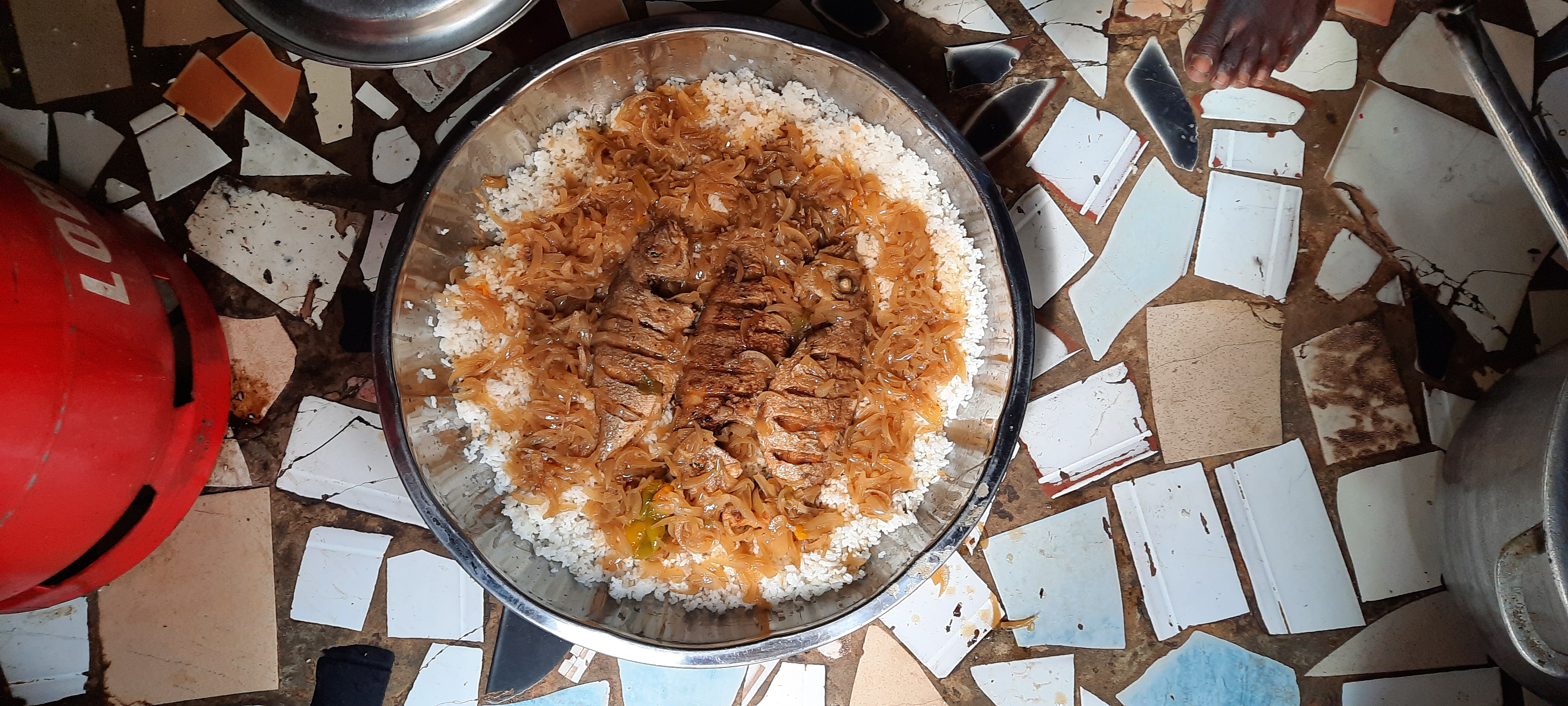
Yassa amb peix.
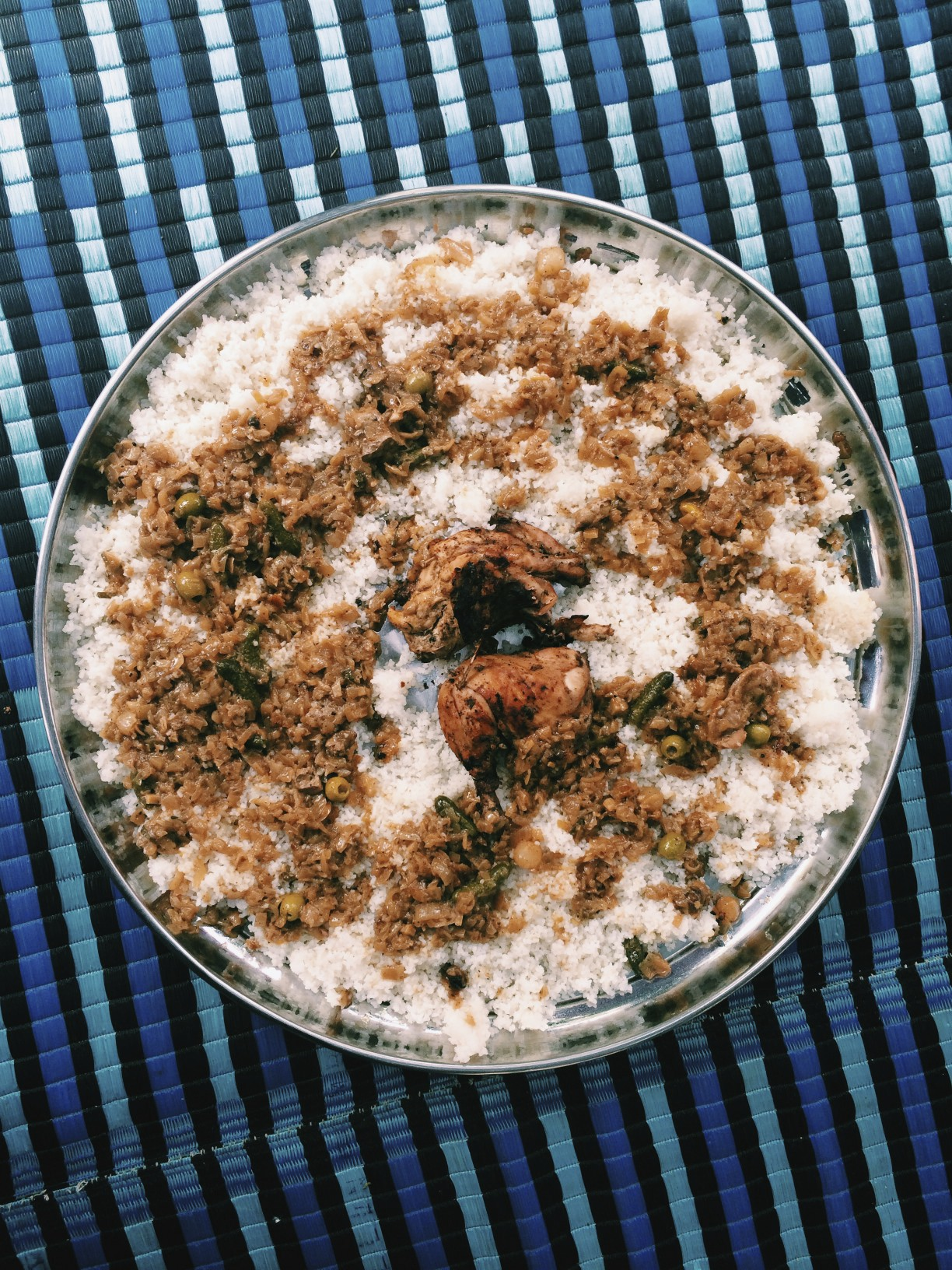
Yassa amb pollastre.
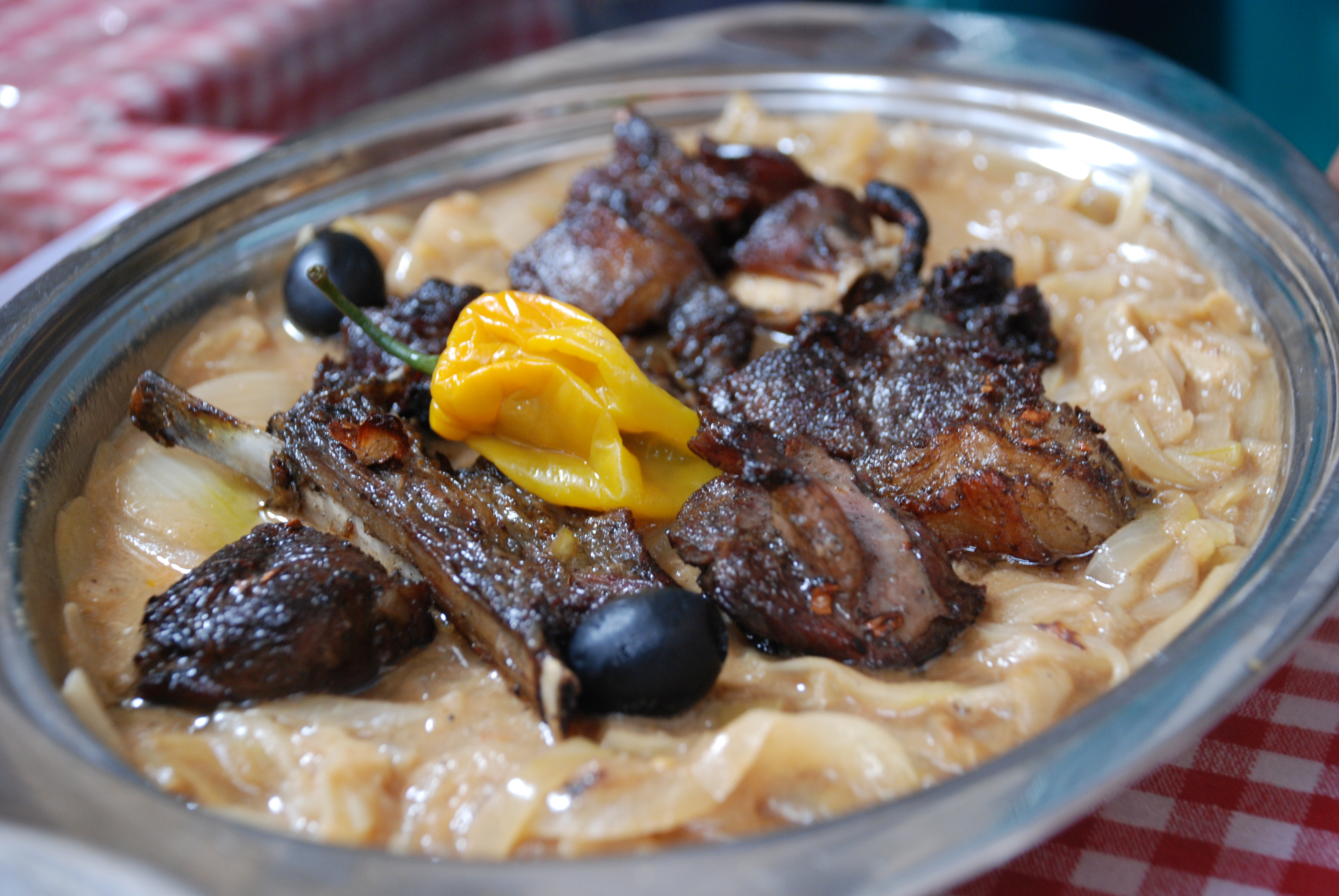
Yassa amb xai.